# Porsche 787
La Porsche 787 è una monoposto realizzata dalla scuderia tedesca Porsche e utilizzata in Formula 2 e anche  in Formula 1 per partecipare al campionato mondiale di Formula 1 1961.
Era spinta da un motore Porsche boxer da 1,5 litri.